# Агриппал S1
Агриппал S1 (англ. Agrippal S1),  Агриппал — трехвалентная инактивированная очищенная субъединичная вакцина для профилактики гриппа. Производится компанией Novartis Vaccines and Diagnostics S. R. L. Вакцина зарегистрирована и применяется в России с 2000 г., регистрационное удостоверение П №012054/01 от 23.03.2007 г.
Антигены вакцины Агриппал выращены на куриных эмбрионах.

## Лекарственная форма
Вакцина Агриппал S1 представляет собой суспензию для инъекций, поставляется в одноразовых готовых к применению шприц-дозах ёмкостью 0,5 мл, исключающих потерю стерильности препарата. Шприц снабжен риской для введения детской дозы и двойной наклейкой для учета вакцинации.

## Состав
Агриппал S1 содержит гемагглютинин и нейраминидазу двух вирусов гриппа типа «A» и одного — «B».
Антигенный состав вакцины ежегодно обновляется согласно рекомендациям Всемирной Организации Здравоохранения.
Вакцина может содержать в остаточных количествах следующие вещества: куриный белок, канамицин и неомицин, формальдегид, цетилтриметиламмония бромид (ЦТАБ), 
полисорбат 80, которые применяются при производстве вакцины. Мертиолят не содержит.

## Фармакологическое действие
Является иммуностимулятором, формирует специфический иммунитет к вирусам гриппа.

## Показания
Профилактика гриппа у взрослых и детей старше 6 мес.

## Противопоказания
Гиперчувствительность к компонентам вакцины, в том числе к белку куриных яиц.
Вакцинация должна быть отложена при острых инфекционных заболеваниях или обострениях хронических. Прививки  делают  после выздоровления или во время ремиссии. При лёгких формах ОРВИ и ОКИ прививки делают сразу после нормализации температуры тела.

## Побочные действия
Могут наблюдаться аллергические реакции, местные реакции, недомогание, головная боль, повышение температуры тела, потливость, миалгия, артралгия; в очень редких случаях, как и при любой вакцинации, возможно развитие незначительных неврологических осложнений.

## Применение
Вакцина вводится внутримышечно или подкожно. Нельзя вводить внутривенно.
Дозировка:
- детям от 6 месяцев до 3 лет — 0,25 мл однократно;
- детям от 3 лет, здоровым взрослым и подросткам — 0,5 мл однократно;
- детям до 3 лет, которые не были вакцинированы в предыдущие годы, рекомендуется двукратная вакцинация по 0,25 мл с интервалом 1  месяц;
- лицам с иммунодефицитными состояниями — двукратно с интервалом 1 месяц.

## Безопасность и эффективность
Агриппал S1 обеспечивает образование защитного уровня специфических антител у 98% вакцинированных. При применении вакцины были отмечены местные реакции (болезненность и покраснение в месте инъекции) и единичные случаи общих реакций: повышение температуры тела, недомогание, головная боль. Все симптомы проходят самостоятельно в течение 1—2 дней. По данным ГИСК им. Л.А.Тарасевича за время массового применения на территории России не выявлено ни одного случая серьезных побочных эффектов после вакцинации этим препаратом.
Являясь субъединичной вакциной, Агриппал относится к самым нереактогенным вакцинам, которые реже других дают побочные эффекты, хорошо переносятся, но и иммунный ответ на них слабее.